# Facultad de Ingeniería Eléctrica y Electrónica (Universidad Nacional de Ingeniería, Perú)
La Facultad de Ingeniería Eléctrica y Electrónica (siglas: FIEE) es una de las once facultades que integran la Universidad Nacional de Ingeniería de Lima, Perú. Fundada el 11 de junio de 1903, se convirtió en un pilar fundamental en la formación de profesionales altamente capacitados, contribuyendo así en los inicios del desarrollo de la Ingeniería Eléctrica en el Perú. En la actualidad su población estudiantil representa el 12.52% del total de estudiantes de la universidad.
Cuenta con la acreditación internacional ABET, entidad acreditadora de programas de ingeniería y miembro distinguido del Acuerdo de Washington. Siendo evaluada según la pertinencia del plan de estudios, la trayectoria académica y profesional de los docentes, el nivel académico de los estudiantes, la modernidad de los laboratorios e infraestructura, entre otros.

## Historia
Fue fundada el 11 de junio de 1903 en Lima, Perú. Posteriormente, el 13 de enero de 1911, se reorganizó en la antigua Escuela de Ingenieros y se designó como Especialidad de Mecánicos Electricistas hasta 1946. Luego, mediante la Ley N.º 10555, las especialidades se convirtieron en Departamentos y la Especialidad de Mecánicos Electricistas pasó a constituir el Departamento de Mecánica y Electricidad.
A lo largo de su trayectoria, la Universidad Nacional de Ingeniería (UNI) ha estado regulada por diversas leyes que han dado forma a su desarrollo histórico. En 1983, la actual Ley Universitaria N.º 23733 estableció nuevas estructuras para el sistema universitario del Perú. Dentro de su nuevo Estatuto, promulgado el 12 de abril de 1984 y en vigencia actualmente, se creó la Facultad de Ingeniería Eléctrica y Electrónica, separándola de la Facultad de Ingeniería Mecánica, con la que hasta esa entonces formaban un solo programa académico.
La Escuela de Ingeniería de Telecomunicaciones fue creada en el año de 1996, debido al gran campo de aplicación de la tecnología de la información y el electromagnetismo en las radiocomunicaciones, telemática, comunicaciones ópticas, comunicaciones satelitales, redes nacionales y globales para uso de voz, datos y video, siendo uno de los más claros ejemplos la gran red de internet. Es reconocida como la primera en su tipo a nivel de pregrado en el país, siendo un gestor permanente de la transformación y el desarrollo tecnológico y social del Perú, aplicando las telecomunicaciones a las difíciles condiciones geográficas del territorio peruano.
El 6 de abril de 2022 en el Diario Oficial El Peruano, la Superintendencia Nacional de Educación Superior Universitaria aprobó la modificación de licencia institucional solicitada por la UNI, y reconoció la creación del programa de estudio de pregrado de Ingeniería de Ciberseguridad, esta aprobación se dio luego que la UNI justificó la creación del programa a nivel social, productivo y tecnológico para evidenciar los aspectos vinculados a la necesidad de profesionales de la carrera de Ingeniería de Ciberseguridad en respuesta a los cambios de tendencias a nivel tecnológico en el mundo y en el país. La UNI, para ofrecerla, se alió al proyecto LUPIC (Leading University Project For International Cooperation), la cual es apoyada por la Universidad Nacional de Ciencia y Tecnología de Seúl (SeoulTech). De esta forma, la UNI se convirtió en la primera universidad estatal en brindar el grado de bachiller y ofrecer un título profesional en Ingeniería de Ciberseguridad en el Perú.

## Gobierno[5]
Decanato:
- Decano: Dr. Ing. Jorge Gustavo Butler Blacker

Secretaría:
- Secretario: Mg. Ing. Mauricio Pedro Galvez Legua

Directores de Escuelas Profesionales:
- Ingeniería Eléctrica: Dr. Ing. Jorge Carmelo Ramos Carrión
- Ingeniería Electrónica: M.Sc. Julio Teodosio Díaz Aliaga
- Ingeniería de Telecomunicaciones: Dra. Ing. Lupe Nérida Pizán Toscano

Directores de Departamentos Académicos:
- Departamento Académico de Electricidad: Mg. Ing. Ubaldo Rosado Aguirre
- Departamento Académico de Electrónica: M.Sc. Ing. Juan Francisco Tisza Contreras
- Departamento Académico de Telecomunicaciones: M.Sc. Ing. Alfredo Efraín Rodríguez Gutiérrez
- Departamento Académico de Ciberseguridad: Dra. Ing. Consuelo Carmen Negrón Martínez
- Departamento Académico de Ciencias Básicas: M.Sc. Ing. José Paris Miguel Cañamero

Jefes de Laboratorio:
- Electricidad: Ing. Juan Pablo Bautista Ríos
- Electrónica: Ing. Virginia G. Romero Fuentes
- Telecomunicaciones: M.Sc. Ing. José Carlos Benítez Palacios
- Informática: Mg. Ing. Mauricio Pedro Galvez Legua
- Química Aplicada: M.Sc. Ing. Raquel Medina Rodríguez

## Formación académica

### Pregrado
- Ingeniería Eléctrica
- Ingeniería Electrónica
- Ingeniería de Telecomunicaciones
- Ingeniería de Ciberseguridad

### Posgrado
- Maestría en Automática e instrumentación
- Maestría en Sistemas de Potencia
- Maestría en Telemática (Ingeniería del Computador)
- Maestría en Telecomunicaciones
- Maestría en Procesamiento Digital de Señales e Imágenes

## Servicios[6]

### Bibliotecas
Las bibliotecas de la FIEE, están sistematizadas en tres áreas fundamentales de servicios. La de pregrado, organizada por disciplinas y especialidades, atiende a una población alrededor de 1400 estudiantes, contando con una amplia sala de lectura cómoda y adecuada para el estudio. La de posgrado, con importante material bibliográfico altamente especializado y de reciente edición, facilita los procesos de especialización y actualización de profesionales y egresados alumnos de posgrado, además de cubrir las necesidades de la plana de profesores dedicados a la investigación técnica y científica. Finalmente, la biblioteca de profesores, cuyas instalaciones y capacidad bibliográfica cubren las exigencias y necesidades del plantel docente.

### Auditorio
Amplio salón con capacidad para más de 100 personas con modernos equipos audiovisuales. Los estudiantes pueden hacer uso del auditorio tanto para sus diversas actividades académicas como para todo tipo de actividades culturales. Cuenta con equipos para videoconferencias, proyecciones y otros.

### Laboratorios
- Laboratorio de Electricidad
- Laboratorio de Electrónica
- Laboratorio de Telecomunicaciones
- Laboratorio de Informática
- Laboratorio de Química Aplicada

### Instituto de Investigación
Creado para apoyar los proyectos de investigación realizados tanto por profesores como por el alumnado. Se trabaja en forma conjunta con el Instituto de Automatización e Inteligencia Artificial – IAIA, y con el Instituto de Investigación IIFIEE, lo cual asegura a las áreas de trabajo una actualización y apoyo tecnológico permanente.

## Organizaciones estudiantiles

### Centro Cultural de Ingeniería Eléctrica Santiago Antúnez de Mayolo (CCIESAM)
Fundado el 10 de agosto de 1982 en la Universidad Nacional de Ingeniería con el propósito de ser referente cultural, tecnológico y científico de calidad; mediante conferencias, eventos culturales sobre los conocimientos de Electricidad, asesoramiento, capacitación tanto en la parte técnica y universitaria.

### Centro Cultural Pedro Paulet (CCPP)
El Centro Cultural Pedro Paulet es una agrupación de estudiantes de la Universidad Nacional de Ingeniería que busca fomentar el desarrollo de la Ingeniería Electrónica a nivel nacional a través del dictado de seminarios, visitas técnicas, congresos estudiantiles y talleres. El congreso más importante que se desarrolla es la E-CON.

### Centro Cultural de Telecomunicaciones (CCT)
El Centro Cultural de Telecomunicaciones de la Universidad Nacional de Ingeniería tiene como misión fundamental el promover y difundir el conocimiento en el campo de las telecomunicaciones, no solo entre la población universitaria, sino también en toda la sociedad. Conscientes del papel vital que juegan las telecomunicaciones en la era de la información y la comunicación, el CCT se esfuerza por despertar interés en esta área tan relevante y en constante evolución.
Para lograr este objetivo, el CCT desarrolla una amplia gama de actividades que buscan acercar las telecomunicaciones a todos los segmentos de la sociedad. Entre ellas, destacan las conferencias, donde expertos en el campo comparten sus conocimientos y experiencias, brindando una visión actualizada y perspectivas futuras de la industria.

### Google Developer Student Clubs UNI
Google Developer Student Clubs UNI (GDSC UNI) es un grupo comunitario de estudiantes de la Universidad Nacional de Ingeniería interesados en las tecnologías de desarrollo de Google. Tiene como objetivo construir un puente entre la tecnología y la ingeniería a través de workshops, webinars y elaboración de proyectos con grupos de investigación en el campus.

### Ramas Estudiantiles IEEE UNI
- IEEE Aerospace and Electronic Systems Society (IEEE AESS UNI)
- IEEE Circuits and Systems Society (IEEE CAS UNI)
- IEEE Communications Society (IEEE ComSoc UNI)
- IEEE Computacional Intelligence Society (IEEE CIS UNI)
- IEEE Engineering in Medicine and Biology Society (IEEE EMBS UNI)
- IEEE Industry Applications Society (IEEE IAS UNI)
- IEEE Power & Energy Society (IEEE PES UNI)
- IEEE Robotics & Automation Society (IEEE RAS UNI)
- IEEE Signal Processing Society (IEEE SPS UNI)
- IEEE Women in Engineering (IEEE WIE UNI)

## Personas destacadas
- Barton Zwiebach